# Суліми (Гіжицький повіт)
Суліми (пол. Sulimy, нім. Sulimmen) — село в Польщі, у гміні Ґіжицько Гіжицького повіту Вармінсько-Мазурського воєводства.
Населення — 1138 осіб (2011).
У 1975-1998 роках село належало до Сувальського воєводства.

## Демографія
Демографічна структура станом на 31 березня 2011 року:
|          | Загалом | Допрацездатний вік | Працездатний вік | Постпрацездатний вік |
| -------- | ------- | ------------------ | ---------------- | -------------------- |
| Чоловіки | 573     | 113                | 419              | 41                   |
| Жінки    | 565     | 101                | 375              | 89                   |
| Разом    | 1138    | 214                | 794              | 130                  |